# Lidia Chojecka
Lidia Chojecka-Leandro (z domu Oknińska, ur. 25 stycznia 1977 w Siedlcach) – polska lekkoatletka, wychowanka MKS Pogoń Siedlce. Specjalistka od biegów średnich i długich (1500 m i 3000 metrów). 

## Życiorys
Pochodzi z Dziewul. Największe osiągnięcie w dotychczasowej karierze Lidii Chojeckiej to złoty medal na 3000 m podczas Halowych Mistrzostw Europy 2005 oraz złote medale na 1500 i 3000 metrów podczas HME 2007. Wywalczyła także srebrny medal na tym dystansie podczas Halowych Mistrzostw Europy 2000, a także brąz na 1500 m na Halowych Mistrzostwach Europy 1998 i brązowy medal halowych mistrzostw Europy w biegu na 3000 metrów w 2011.
Jest brązową medalistką na 1500 m z Halowych Mistrzostw Świata 1997 (po dyskwalifikacji Mary Decker-Slaney), 1999 oraz na 3000 m w 2006.
Zajęła piąte miejsce w biegu na 1500 m podczas Igrzysk Olimpijskich w Sydney 2000 oraz szóste (na tym samym dystansie) w Atenach 2004. Piąta na 1500 m na mistrzostwach świata w Edmonton (2001), siódma na mistrzostwach świata w Berlinie (2009), ósma w Osace (2007) i dziewiąta w Sewilli (1999). W biegu na 1500 m zajęła również szóste miejsce na mistrzostwach Europy w 1998 i piąte na mistrzostwach Europy w 2006. Bez powodzenia startowała w igrzyskach olimpijskich w Pekinie (2008), kończąc udział w biegu na 1500 m już w eliminacjach.
Uznana najlepszą zawodniczką halowych mistrzostw Europy Birmingham 2007. W 2001 zdobyła prestiżową Nagrodę Marszałka Województwa Mazowieckiego.
Sześciokrotna mistrzyni Polski na 800 m, 1500 m, 5000 m i 10 000 m, a także piętnastokrotna halowa mistrzyni Polski (na 800 m, 1500 m i 3000 m).
W 2013 zakończyła karierę sportową.
17 lutego 2015 roku została odznaczona przez prezydenta Bronisława Komorowskiego Złotym Krzyżem Zasługi.

## Osiągnięcia
| Rok  | Impreza                                 | Miejsce     | Konkurencja    | Lokata      | Wynik      |
| ---- | --------------------------------------- | ----------- | -------------- | ----------- | ---------- |
| 1994 | Mistrzostwa świata juniorów             | Lizbona     | Bieg na 1500 m | 7. miejsce  | 4:18.70    |
| 1995 | Mistrzostwa Europy juniorów             | Nyíregyháza | Bieg na 1500 m | 1. miejsce  | 4:17.29    |
| 1996 | Mistrzostwa świata juniorów             | Sydney      | Bieg na 1500 m | 5. miejsce  | 4:11.36    |
| 1997 | Halowe mistrzostwa świata               | Paryż       | Bieg na 1500 m | 3. miejsce  | 4:06.25    |
| 1997 | Młodzieżowe mistrzostwa Europy          | Turku       | bieg na 1500 m | 2. miejsce  | 4:14.70    |
| 1997 | I liga pucharu Europy                   | Praga       | Bieg na 3000 m | 1. miejsce  | 9:01.04    |
| 1997 | Uniwersjada                             | Sycylia     | Bieg na 1500 m | 3. miejsce  | 4:12.38    |
| 1997 | Finał Grand Prix IAAF                   | Fukuoka     | Bieg na milę   | 5. miejsce  | 4:41.87    |
| 1998 | Halowe mistrzostwa Europy               | Walencja    | Bieg na 1500 m | 2. miejsce  | 4:14.93    |
| 1998 | Mistrzostwa Europy                      | Budapeszt   | Bieg na 1500 m | 6. miejsce  | 4:15.00    |
| 1999 | Halowe mistrzostwa świata               | Maebashi    | Bieg na 1500 m | 3. miejsce  | 4:05.86    |
| 1999 | Superliga pucharu Europy                | Paryż       | Bieg na 3000 m | 2. miejsce  | 8:38.77    |
| 1999 | Młodzieżowe mistrzostwa Europy          | Göteborg    | bieg na 1500 m | 1. miejsce  | 4:07.86 CR |
| 1999 | Mistrzostwa świata                      | Sewilla     | Bieg na 1500 m | 9. miejsce  | 4:05.55    |
| 2000 | Halowe mistrzostwa Europy               | Gandawa     | Bieg na 3000 m | 2. miejsce  | 8:42.42    |
| 2000 | I liga pucharu Europy                   | Bydgoszcz   | Bieg na 1500 m | 1. miejsce  | 4:02.69    |
| 2000 | I liga pucharu Europy                   | Bydgoszcz   | Bieg na 3000 m | 1. miejsce  | 8:44.32    |
| 2000 | Igrzyska olimpijskie                    | Sydney      | Bieg na 1500 m | 5. miejsce  | 4:06.42    |
| 2000 | Finał Grand Prix IAAF                   | Doha        | Bieg na 1500 m | 4. miejsce  | 4:18.26    |
| 2001 | I liga pucharu Europy                   | Vaasa       | Bieg na 3000 m | 1. miejsce  | 9:02.45    |
| 2001 | Igrzyska frankofońskie                  | Ottawa      | Bieg na 1500 m | 3. miejsce  | 4:18.16    |
| 2001 | Mistrzostwa świata                      | Edmonton    | Bieg na 1500 m | 5. miejsce  | 4:06.70    |
| 2001 | Finał Grand Prix IAAF                   | Melbourne   | Bieg na 1500 m | 4. miejsce  | 4:09.67    |
| 2002 | Superliga pucharu Europy                | Annecy      | Bieg na 1500 m | 2. miejsce  | 4:04.84    |
| 2002 | Superliga pucharu Europy                | Annecy      | Bieg na 3000 m | 3. miejsce  | 8:49.95    |
| 2002 | Mistrzostwa Europy                      | Monachium   | Bieg na 1500 m | 9. miejsce  | 4:10.56    |
| 2003 | Halowy puchar Europy                    | Lipsk       | Bieg na 1500 m | 3. miejsce  | 4:10.79    |
| 2004 | Halowy puchar Europy                    | Lipsk       | Bieg na 3000 m | 2. miejsce  | 8:52.62    |
| 2004 | Halowe mistrzostwa świata               | Budapeszt   | Bieg na 1500 m | 8. miejsce  | 4:10.32    |
| 2004 | Superliga pucharu Europy                | Bydgoszcz   | Bieg na 3000 m | 2. miejsce  | 8:52.60    |
| 2004 | Igrzyska olimpijskie                    | Ateny       | Bieg na 1500 m | 6. miejsce  | 3:59.27    |
| 2004 | Światowy finał lekkoatletyczny IAAF     | Monako      | Bieg na 1500 m | 7. miejsce  | 4:06.62    |
| 2004 | Światowy finał lekkoatletyczny IAAF     | Monako      | Bieg na 3000 m | 3. miejsce  | 8:39.16    |
| 2005 | Halowe mistrzostwa Europy               | Madryt      | Bieg na 3000 m | 1. miejsce  | 8:43.76    |
| 2006 | Halowe mistrzostwa świata               | Moskwa      | Bieg na 3000 m | 3. miejsce  | 8:42.59    |
| 2006 | Superliga pucharu Europy                | Malaga      | Bieg na 5000 m | 4. miejsce  | 16:28.47   |
| 2006 | Mistrzostwa Europy                      | Göteborg    | Bieg na 1500 m | 5. miejsce  | 4:01.43    |
| 2006 | Puchar świata                           | Ateny       | Bieg na 1500 m | 5. miejsce  | 4:06.52    |
| 2006 | Puchar świata                           | Ateny       | Bieg na 3000 m | 2. miejsce  | 8:39.69    |
| 2006 | Światowy finał lekkoatletyczny IAAF     | Stuttgart   | Bieg na 1500 m | 6. miejsce  | 4:07.20    |
| 2007 | Halowe mistrzostwa Europy               | Birmingham  | Bieg na 1500 m | 1. miejsce  | 4:05.13    |
| 2007 | Halowe mistrzostwa Europy               | Birmingham  | Bieg na 3000 m | 1. miejsce  | 8:43.25    |
| 2007 | Superliga pucharu Europy                | Monachium   | Bieg na 3000 m | 2. miejsce  | 8:54.72    |
| 2007 | Mistrzostwa świata                      | Osaka       | Bieg na 1500 m | 8. miejsce  | 4:08.64    |
| 2008 | Superliga pucharu Europy                | Annecy      | Bieg na 3000 m | 1. miejsce  | 9:03.49    |
| 2008 | Igrzyska olimpijskie                    | Pekin       | Bieg na 1500 m | 31. miejsce | 4:19.57    |
| 2009 | Halowe mistrzostwa Europy               | Turyn       | Bieg na 1500 m | 7. miejsce  | 4:15.90    |
| 2009 | Superliga drużynowych mistrzostw Europy | Leiria      | Bieg na 1500 m | 6. miejsce  | 4:11.71    |
| 2009 | Mistrzostwa świata                      | Berlin      | Bieg na 1500 m | 7. miejsce  | 4:07.17    |
| 2009 | Światowy finał lekkoatletyczny IAAF     | Saloniki    | Bieg na 1500 m | 11. miejsce | 4:21.24    |
| 2009 | Światowy finał lekkoatletyczny IAAF     | Saloniki    | Bieg na 3000 m | 7. miejsce  | 8:49.55    |
| 2010 | Halowe mistrzostwa świata               | Doha        | Bieg na 3000 m | 11. miejsce | 9:07.80    |
| 2011 | Halowe mistrzostwa Europy               | Paryż       | Bieg na 3000 m | 2. miejsce  | 8:58,30    |
| 2011 | Superliga drużynowych mistrzostw Europy | Sztokholm   | Bieg na 3000 m | 4. miejsce  | 8:55,73    |
| 2012 | Halowe mistrzostwa świata               | Stambuł     | Bieg na 3000 m | 6. miejsce  | 8:56,86    |

## Golden League

### Zwycięstwa w mityngach Grand PrixGolden League
- Paryż, 23 czerwca 2000 – 3000 m (8:33.35)
- Zurych, 11 sierpnia 2000 – 1500 m (4:00.37)

## Rankingi

### Ranking światowyTrack & Field News
- 1999 – 8. miejsce na 1500 m
- 2000 – 4. miejsce na 1500 m
- 2001 – 5. miejsce na 1500 m

### RankingIAAF
- 2001 – 6. miejsce na 1500 m
- 2004 – 4. miejsce na 1500 m
- 2006 – 8. miejsce na 1500 m

### Światowy ranking lekkoatletyczny (kontynuacja rankingu IAAF)
- 2007 – 9. miejsce na 1500 m

## Rekordy życiowe
- 800 m – 1:59,97 13 czerwca 1999, Norymberga
- 800 m – 1:59,99 (hala) 14 lutego 1999, Birmingham  były rekord Polski
- 1000 m – 2:36,97 (hala) 23 lutego 2003, Liévin  były rekord Polski
- 1500 m – 3:59,22 28 lipca 2000, Oslo  były rekord Polski
- 1500 m – 4:03.58 (hala) 21 lutego 2003, Birmingham  rekord Polski
- mila - 4:24,44 (hala) 6 lutego 2000, Stuttgart  rekord Polski
- 2000 m – 5:38,44 4 września 2009, Bruksela  rekord Polski
- 3000 m – 8:31,69 30 sierpnia 2002, Bruksela  rekord Polski
- 3000 m – 8:38.21 (hala) 3 lutego 2007, Stuttgart  rekord Polski
- 2 mile - 9.31,68 (hala) 20 lutego 2010 Birmingham [7] rekord Polski – 2. wynik w historii europejskiej lekkoatletyki
- 5000 m – 15:04,88 6 września 2002, Berlin  rekord Polski
- 10 000 m - 32:55,10 5 maja 2007, Warszawa

## Odznaczenia
- Złoty Krzyż Zasługi (2015)[5].